# Ekkehard Rössle
Ekkehard Rössle (* 27. Juli 1959 in Stuttgart) ist ein deutscher Jazzmusiker (Sopran- und Tenorsaxophon, auch Klarinette).

## Leben und Wirken
Rössle studierte Saxophon an der Musikhochschule Stuttgart bei Bernd Konrad. 1994 wurde er mit dem Jazzpreis Baden-Württemberg ausgezeichnet. 1999 erhielt er das Stipendium der Kunststiftung Baden-Württemberg. Er spielte in Hans Kollers Saxophon-Septett, im Südpool Jazz Ensemble, in der Gruppe Sweet Emma, bei Jürgen Grözinger, Gee Hye Lee, Walter Lang, Richie Beirach, Hans Joachim Irmler, The Hübner Brothers und Tilman Jäger. Er leitet ein eigenes Quartett und spielte im Duo mit Klaus Müller und im Duo „Fifty-Fifty“ mit Manfred Kniel. Tourneen mit Joachim Kròl/Martin Mühleis/Christoph Dangelmaier für sagas.
Auch als Studiomusiker tätig, z. Bsp. für Montevale, Suedheim, Monochrome (Cache 2008, Unità, 2014).
Rössle ist Lehrbeauftragter für Saxophon Schulmusik und das Verbreitungsfach Jazz/Pop an der Musikhochschule Stuttgart.

## Diskographische Hinweise
- Südpool Jazz Project V Marcia Funebre: The Italian Suite (mit Herbert Joos, Pino Minafra, Sebastiano Tramontana, Claus Stötter, Sebastian Studnitzky, Frank Heinz, Bernd Konrad, Eugenio Colombo, Uwe Werner, Paul Schwarz Jon Sass, Winfried Rapp, Günter Lenz, Joe Koinzer, Michael Kersting; L+R Records 1994)
- Klaus Müller/Ekkehard Rössle Auf und Davon (1998)
- Leben und Schlafen (2001)
- Walter Lang: The Art Of Romanticism (2006 auf nagel heyer records)
- Kristjan Randalu Kolm 3 (2002, mit Boris Kischkat)
- Fifty – Fifty: Fragments und Let`s Count (2009 bzw. 2012 auf Klangbad)
- Eugene Chadbourne: Music Of My Youth und Monk´s Dream With Words
- Bernd Konrad, Hans Koller Unit: Phonolit (2000 auf hatOLOGY)